# Storbritannien i olympiska vinterspelen 1988
Storbritannien deltog med 48 deltagare vid de olympiska vinterspelen 1988 i Calgary. Ingen av landets deltagare erövrade någon medalj.